# Salvengeschütz

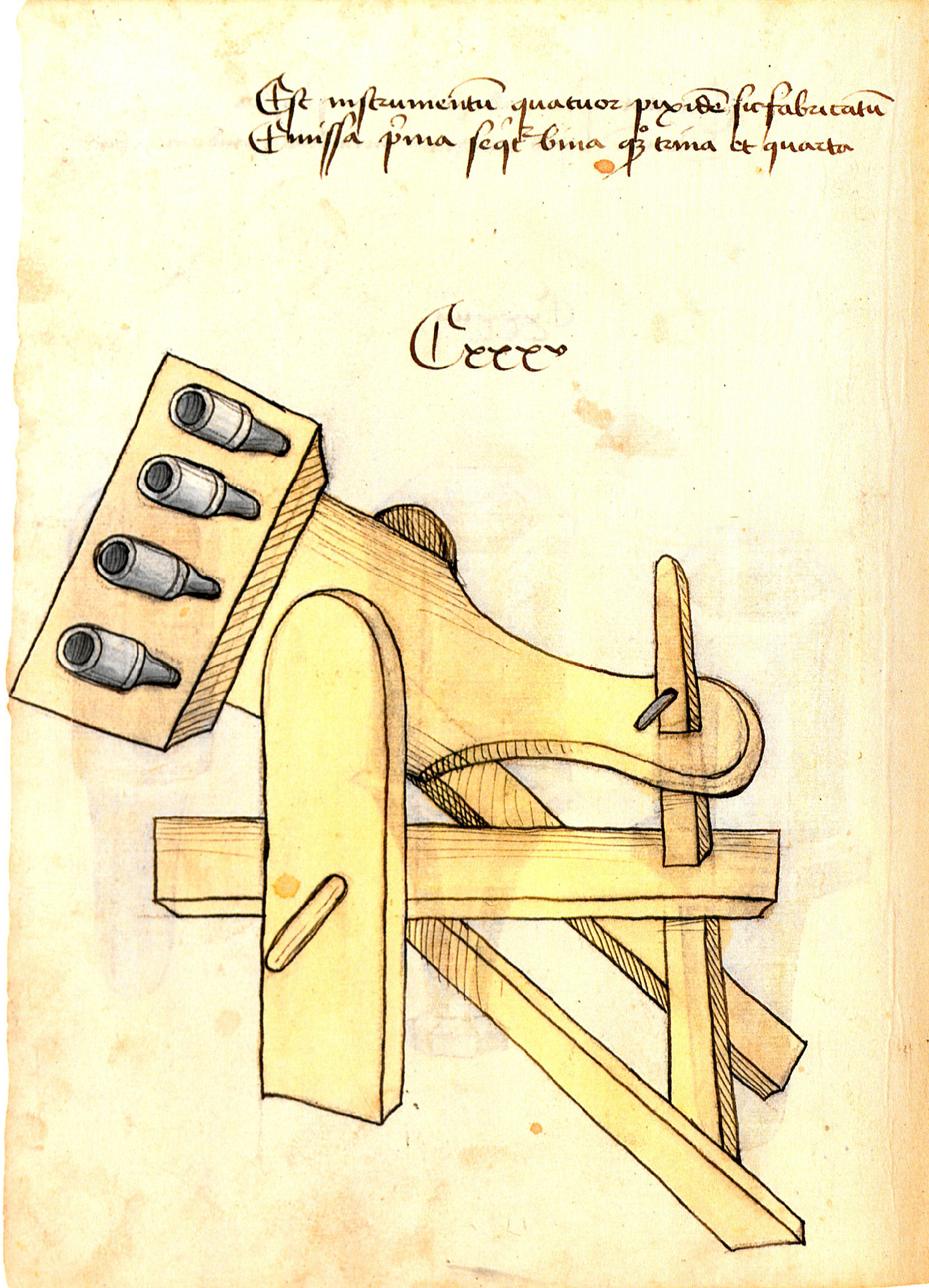
Orgelgeschütz im Konrad Kyesers Bellifortis, um 1405

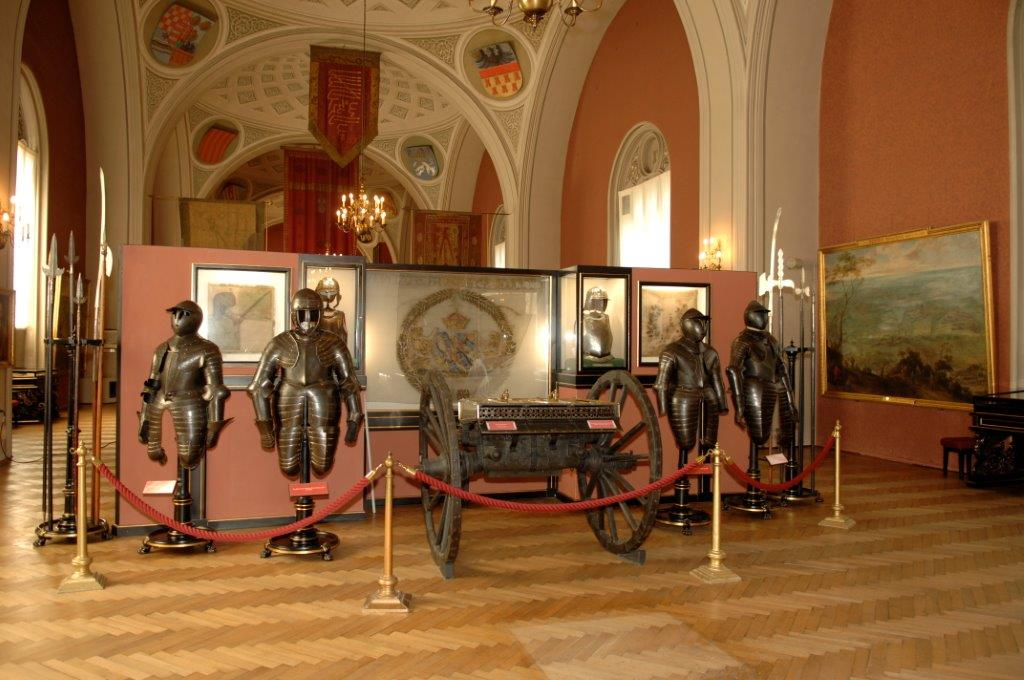
Die Totenorgel im Wiener HGM, 1678

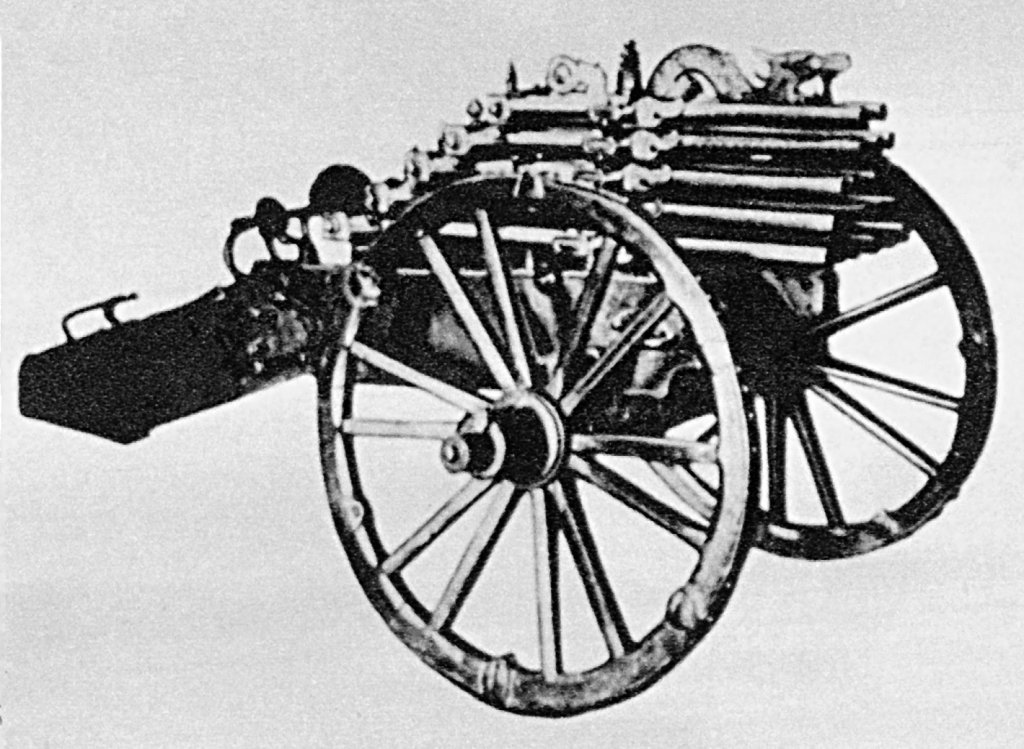
Salvengeschütz aus dem 17. Jahrhundert

Mit einem Salvengeschütz (auch Salvengewehr bzw. Salvenpistole, je nach Größe der Waffe) wird eine Schusswaffe bezeichnet, bei der viele Gewehrläufe zu einem Rohrbündel zusammengefasst werden. In Assoziation mit einer Orgel werden solche Waffen auch als Orgelgeschütz, Totenorgel oder Orgelkanone bezeichnet. Die Gewehrläufe werden manuell geladen und entweder simultan oder nacheinander abgefeuert.
Praktisch waren die größeren Exemplare ähnlich wie die Kartätschen-Munition der
Artillerie einzusetzen. Salvengeschütze wurden meist auf einer Lafette analog einer normalen Kanone montiert, womit ihre Beweglichkeit und Zielgenauigkeit ebenso schwerfällig war wie die der Kanonen. Die vielen Rohre benötigten im Vergleich zu Kanonen eine verhältnismäßig lange Zeit zum Nachladen. Des Weiteren waren Salvengeschütze bedingt durch ihre Komplexität teurer als Kanonen, da jedes Rohr eine eigene Zündvorrichtung hatte und jedes Rohr einzeln gewartet und gesäubert werden musste.

## Salvengeschütze des 14. Jahrhunderts
Die Ribauldequin war eine mittelalterliche Variante eines Salvengeschützes. Die Rohre waren parallel angeordnet. Die ersten Versionen dieser Schusswaffe wurden während des Hundertjährigen Krieges (1337–1360) von der Armee des Königs Eduard III. von England  1339 eingesetzt.

## Salvengeschütze des 17. Jahrhunderts
Im Wiener Heeresgeschichtlichen Museum befindet sich ein Orgelgeschütz, welches 1678 von dem kaiserlichen Stückgießer und Zeugwart der Stadt Wien Daniel Kollmann gebaut wurde. Das Geschütz umfasst in drei Abteilungen und zwei übereinander aufgebauten Lagen 50 Musketenläufe, welche nach Art des Kammerverschlusses von rückwärts mit fertigen Patronen geladen und durch aufgelegte Eisenschienen verschlossen wurden. Der Rohrkasten aus Eisenblech ist mit Messingplatten umkleidet, die Vorder- und Rückwand des trapezförmigen Kastens ist aufklappbar. Auf dem Kasten ist die Jahreszahl 1678 ausgeschnitten und aufgenietet, dazwischen befindet sich das von der Collane des Ordens vom Goldenen Vlies umgebene Wappen der Grafen von Montecuccoli. In der Mitte, zwischen zwei Henkeln in der Form von Sirenen, befindet sich ein ausgeschnittener Doppeladler mit den Wappen von Ungarn, Böhmen und Österreich. Das Geschütz ist auf einen zweirädrigen, hölzernen Karren mit zwei Laden montiert und hat ein Gesamtgewicht von 180 kg. Der Konstrukteur des Geschützes, Daniel Kollmann, machte sich 1683 bei der Zweiten Wiener Türkenbelagerung verdient und starb 1701 als kaiserlicher Stückhauptmann und Zeugwart der Stadt Wien, nachdem er in seiner späten Lebenszeit den Erzherzog und nachmaligen Kaiser Karl VI. in die Kenntnisse der Artillerie eingeführt hatte. Mit der Konstruktion dieses Geschützes gelang es Kollmann erstmals, ein Salven- bzw. Orgelgeschütz mit Hinterladerfunktion herzustellen. Dennoch war der Ladevorgang selbst bei dieser Konstruktionsweise derartig zeitraubend, dass es bei diesem einmaligen Prototypen blieb. Das Geschütz befindet sich im Saal I des Museums und ist der Öffentlichkeit zugänglich.
Eine Salvengeschütz, die mit mehreren Verschlussstücken nachgeladen wurde, ähnlich der späteren Mitrailleuse, wurde 1775 in Frankreich von einem Du Perron entwickelt.

## Salvengeschütze des 19. Jahrhunderts
Zwei bemerkenswerte Salvengeschütze in Artilleriegröße wurden im 19. Jahrhundert entwickelt, obgleich keines erfolgreich eingesetzt wurde. General Origen Vandenburgh der New Yorker Miliz entwickelte 1860 mit der Vandenburgh eine solche Schusswaffe mit 85 parallelen Gewehrläufen im Kaliber .50, angeordnet in Bienenwaben-Form. Nachdem es ihm nicht gelang, die Waffe an England zu verkaufen, soll er sie den amerikanischen Südstaaten angeboten haben. Es gibt jedoch keine Aufzeichnungen über eine Verwendung dieser Waffe im Einsatz, obgleich eine im Fort Fisher in North Carolina gefunden wurde. Ebenfalls um 1860 wurde in Frankreich die Mitrailleuse entwickelt. Sie konnte ihre Gewehrsalven entweder alle gleichzeitig oder in kurzer Folge abfeuern und wurde im Deutsch-Französischen Krieg (1870–1871) aufgrund taktischer Fehlentscheidungen nur mit wenig Erfolg eingesetzt.
Ein paar Handfeuer-Salvengewehre bzw. Salvenpistolen wurden ebenfalls im 18. und 19. Jahrhundert entwickelt. Eine hervorstechende Variante war das „Enten-Fuß“-Salvengewehr, eine Pistole mit Läufen im Kaliber .45 angeordnet in gespreizter Form, so dass die Waffe Streufeuer mit einer Salve abfeuern konnte. Der Grundgedanke dahinter war, dass sich damit eine Person gegen eine Gruppe von Gegnern verteidigen konnte. Die Waffe war demzufolge bei Bank-Wachleuten, Gefängniswärtern und See-Kapitänen im 18. und 19. Jahrhundert beliebt. Die britische Royal Navy nutzte das Nock-Gewehr in der Zeit der Napoleonischen Kriege. Die Waffe hatte sieben Läufe und feuerte sieben .50-Kaliber-Pistolenkugeln auf einmal ab, um feindliche Truppen abzuwehren oder um ein feindliches Deck für die eigenen Truppen zu räumen. Der Schütze eines solchen Salvengewehrs riskierte nicht selten eine gebrochene Schulter beim Abfeuern der Waffe aufgrund der enormen Rückstoßkraft. Bekannt wurde die Waffe durch die „Sharpe-Romane“ von Bernard Cornwell, in denen der Freund der Romanfigur „Richard Sharpe“ Pat Harper ein Nock-Salvengewehr führte. Neben dem sehr großen Rückstoß der Waffe dauerte zusätzlich das Nachladen der Waffe selbst durch erfahrene Soldaten bald zwei Minuten.

## 20. Jahrhundert

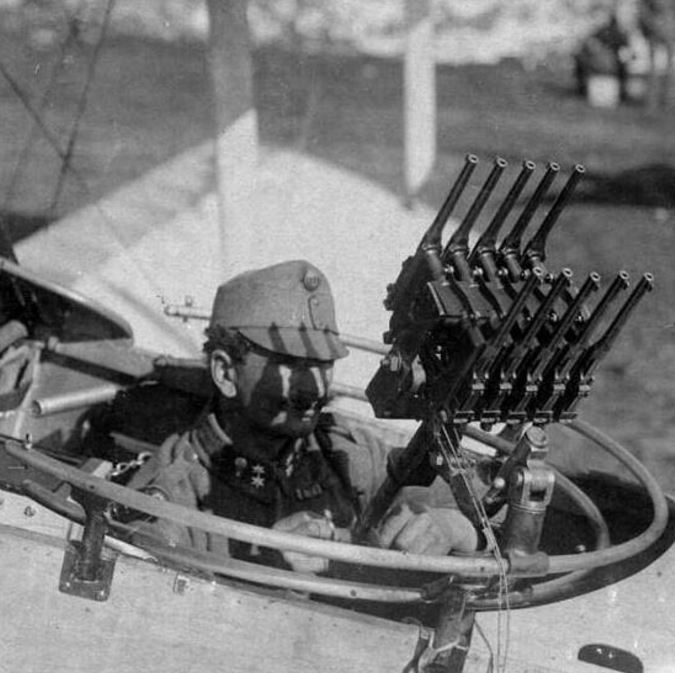
Bordschütze mit Mauser C96-Zehnfachmontage (Österreich Erster Weltkrieg)

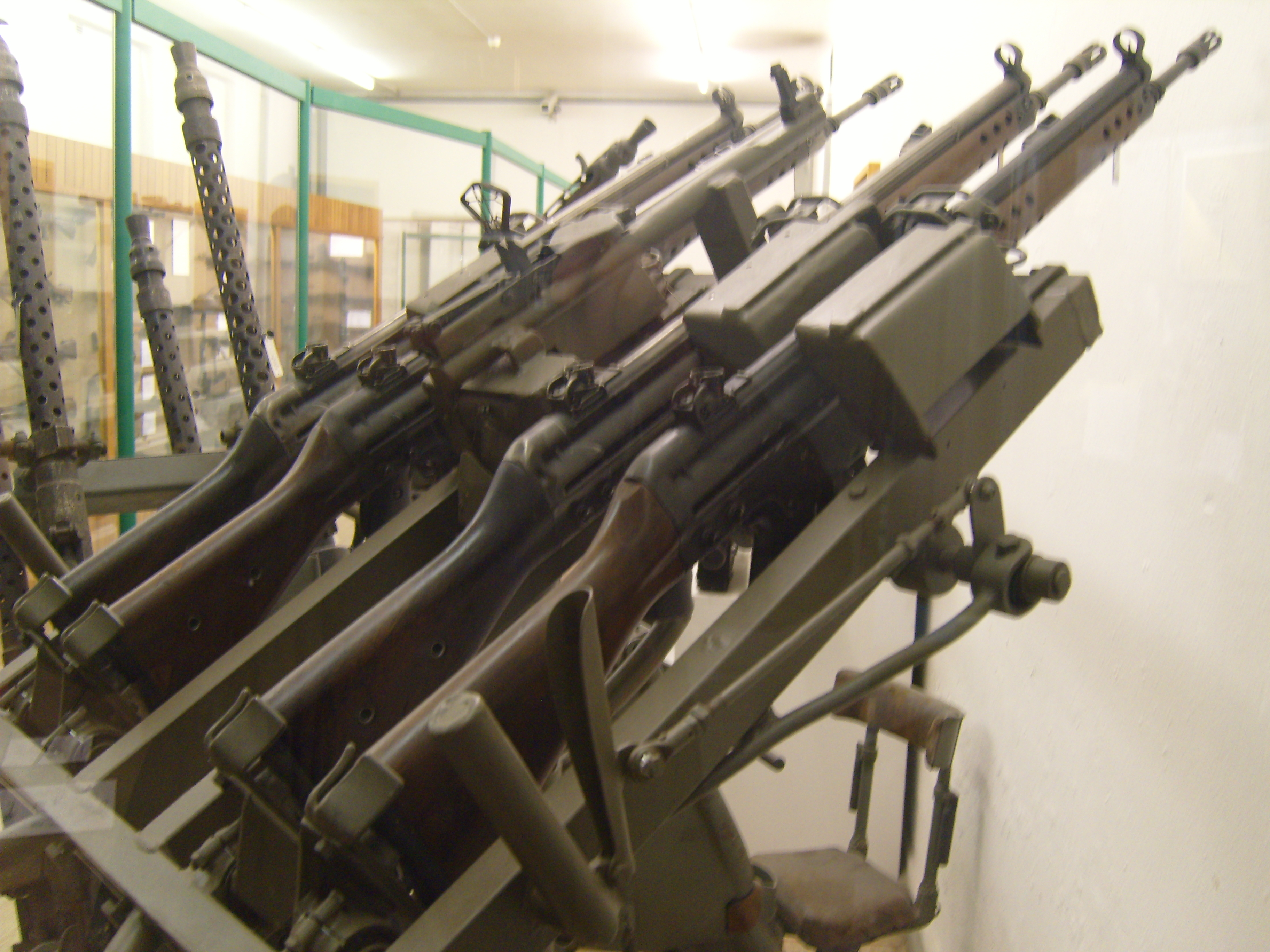
Experimentalkonstruktion G3 zur Fliegerabwehr in der Wehrtechnischen Studiensammlung Koblenz

Vor Beginn des Zweiten Weltkrieges wurde in Deutschland an Flugabwehrwaffen, welche im Salvenschuss arbeiten sollten, gearbeitet. Diese streng geheimen Konzepte wurden später wieder zugunsten normaler Flakgeschütze fallen gelassen. Doch sind Prototypen der Erprobungsmodelle nach dem Krieg in die Sowjetunion gelangt und nach dem Fall des Eisernen Vorhangs konnte ein Teil der Geschichte dieser Waffen gelüftet werden. Es handelt sich um die 2-cm-Salvenmaschinenkanone 18 V1, 2-cm-Salvenmaschinenkanone 18 V2, die 16-mm-Mehrlaufwaffe ML 12 (Mauser) und die 16-mm-Mehrlaufwaffe ML 12 (Gustloff). Zwei weitere Salvenmaschinenentwürfe wurde Ende der 1990er Jahre zusammen mit den Geschützen V1 und V2 auf einem Freigelände in Moskau entdeckt. Diese werden in der Literatur als Salvenmaschinenkanonen Typ 3 und Typ 4 bezeichnet. Nähere Informationen zu diesen Geschützen fehlen noch.

Eine weitere Salvenwaffe aus der Zeit des Zweiten Weltkrieges ist die Fliegerfaust, eine 2-cm-Salvenwaffe für die Bekämpfung von Tieffliegern.
Auch Mehrfachraketenwerfer, wie etwa die sowjetischen Stalinorgeln oder die deutschen Nebelwerfer des Zweiten Weltkriegs, werden gelegentlich als Salvengeschütz bezeichnet. Die Royal Navy nutzte im Zweiten Weltkrieg den ähnlich aufgebauten UP-Raketenwerfer zur Flugabwehr.

## Moderne Versionen
In der Neuzeit wurden mehrere durch explodierende Pulvergase oder anderweitig angetriebene Schusswaffen entwickelt, welche Ähnlichkeiten mit den Salvengeschützen des 18. Jahrhunderts haben, insbesondere durch Verwendung mehrerer Rohre, die gleichzeitig oder in Salven abgefeuert werden können. Derzeit ist jedoch keine im Einsatz. Das australische Unternehmen Metal Storm ist in der Entwicklung solcher Waffen derzeit führend mit dem Bau einer Waffe mit 36 Rohren, in denen mehrere Projektile in einem Lauf hintereinander angeordnet und mit einer theoretischen Kadenz von einer Million Schuss pro Minute verschossen werden. Diverse Arten dieses Waffentyps wurden entwickelt, unter anderem als Bordwaffe eines Flugzeuges, die nach unten feuert, oder als handgeführtes Artilleriesystem. Die spanische Marine nutzt ebenfalls eine Art des Salvengeschützes für die Flugabwehr ihrer Schiffe, die Meroka Flak, bei der 12 20-mm-Maschinenkanonen zu einem Geschütz vereint sind, angeordnet in 2 × 6 Kanonen. Das System hat eine extrem hohe Feuerrate bei einem kurzen Feuerstoß. Daher wird die Waffe vornehmlich für die Raketenabwehr sowie als Flak eingesetzt.

## Beispiele
- Mitrailleuse
- Vandenburgh-Salvengeschütz
- Nock-Gewehr
- Metal Storm